# Michèle Massina
Michèle Massina (1965) is een Belgisch voormalig boogschutter. Daarnaast is ze actief als muzikante en zangeres.

## Levensloop
Op het EK indoor van 2010 behaalde ze met het Belgisch team (voorts bestaande uit Gladys Willems en Sarah Prieels) goud.
Initieel beoefende ze piano en klarinet. Later legde ze zich toe op zang, waarbij ze zich ontwikkelde als mezzosopraan. Ze was in de leer bij onder meer Paule Daloze en Greta De Reyghere en vervolgens bij bariton Udo Reinemann.